# Заальвехтер, Альфред
Альфред Заальвехтер (нем. Alfred Saalwächter, в некоторых публикациях Заальвахтер; 10 января 1883, Нойзальц-на-Одере, Силезия — 6 декабря 1945, Москва), — немецкий военно-морской деятель, генерал-адмирал (1 января 1940).

## Биография
Сын директора фабрики. 10 апреля 1901 года поступил в Кайзермарине кадетом. Прошел подготовку на крейсере «Мольтке» и учебном корабле «Герта». 29 сентября 1904 года произведен в лейтенанты.
С 19 сентября 1905 года вахтенный офицер на линейном корабле «Гессен». С 1 апреля 1906 года служил во 2-й дивизии миноносцев.
С 1 октября 1908 года вахтенный офицер на броненосном крейсере «Гнейзенау».
С 1 октября 1909 года флаг-лейтенант штаба 1-й эскадры, 1 октября 1911 года переведен в Адмирал-штаб, состоял при вице-адмирале Гуго Поле.

### Первая мировая война
Участник Первой мировой войны. С 1 апреля 1915 года флаг-лейтенант командования флотом (на флагмане, дредноуте «Фридрих Великий»).
1 апреля 1916 года переведен в подводный флот. После окончания школы подводного флота командовал подводными лодками U-25 (1 июля — 30 сентября 1916 года), U-46 (1 октября 1916 — 2 марта 1917 года) и U-94 (3 марта 1917 — март 1918 года).
С марта 1918 года занимал пост офицера Адмирал-штаба в штабе командующего подводным флотом. За боевые отличия награждён Железным крестом 1-го и 2-го класса, а также Рыцарским крестом ордена Дома Гогенцоллернов с мечами.

### Служба в межвоенный период
После демобилизации армии оставлен на флоте. В 1919—20 1-й адъютант штаба военно-морской станции «Нордзее».
17 марта 1920 года переведен в Управление личного состава Морского руководства. 15 октября 1923 года назначен 1-м офицером Адмирал-штаба в штабе командующего флотом; 4 января 1926 года оставил пост.
С 1 октября 1926 года командир легкого крейсера «Амазоне», с 28 сентября 1927 года — линейного корабля «Силезия».
15 октября 1928 года назначен начальником штаба флота. С 29 сентября 1930 года начальник Отдела морской обороны Морского руководства.
Со 2 октября 1933 по 27 октября 1938 года занимал пост инспектора военно-морских учебных заведений, одновременно в 1933—36 годах неоднократно исполнял обязанности инспектора торпедного вооружения. 28 октября 1938 года назначен начальником военно-морской станции «Нордзее» (со штаб-квартирой в Вильгельмсхафене).

### Вторая мировая война
С 23 августа 1939 по 20 сентября 1942 года командующий группой ВМС «Запад», руководил созданием группы, организацией её штаба.
В 1939 году его штабу была поручена разработка операции по захвату Норвегии — операция «Везерюбунг». Формально являлся непосредственным руководителем ВМС во время проведения операции «Везерюбунг», однако руководство операцией осуществлялось непосредственно Верховным командованием ВМС (ОКМ).
9 мая 1940 года награждён Рыцарским крестом Железного креста. В августе 1940 года штаб-квартира Заальвехтера была передислоцирована из Зенгвардена в Париж, и Заальвехтеру поручено руководство германскими ВМС в Северной Атлантике и в Ла-Манше.
21 сентября 1942 года отстранен от должности и переведен в распоряжение главнокомандующего ВМС, а 30 ноября 1942 года уволен в отставку.
11 июля 1945 года арестован органами советской контрразведки. 17 октября 1945 года советский трибунал приговорил Заальвехтера к смертной казни. Он был расстрелян стрелковым взводом 6 декабря в Москве.

## Награды
- Орден Короны Таиланда рыцарский крест (01.10.1905)
- Орден Святой Анны 4-й степени (09.05.1910)
- Орден Красного орла 4-го класса (07.11.1912)
- Орден Железной короны 3-го класса (12.05.1914)
- Железный крест 2-го класса (01.08.1916)
- Железный крест 1-го класса (14.02.1918)
- Королевский орден Дома Гогенцоллернов рыцарский крест с мечами (05.03.1918)
- Ганзейский крест Гамбурга (05.03.1918)
- Нагрудный знак подводника (Пруссия, 1918)[нем.] (01.01.1929)
- Пряжка к Железному кресту (1939) 2-го и 1-го класса
- Рыцарский крест Железного креста (09.05.1940)
- Немецкий крест в золоте (14.12.1942)